# نهائي كأس أوكرانيا 2002
نهائي كأس أوكرانيا 2002 هي المباراة النهائية من منافسة كأس أوكرانيا 2001–02، أقيمت المباراة في 26 مايو 2002، في مجمع أولمبيسكي الوطني الرياضي، بين فريقي نادي شاختار دونيتسك، ودينامو كييف، وفاز فيها نادي شاختار دونيتسك، بعد أن هزم دينامو كييف، بنتيجة 3 - 2، وحضر المباراة 81000 شخصاً.

## تفاصيل المباراة
لعبت المباراة النهائية في 26 مايو 2002.
| نادي شاختار دونيتسك | 3 -2 | دينامو كييف |
| ------------------- | ---- | ----------- |
|                     |      |             |